# Grace Stafford
Grace Stafford Lantz (Nova York, 7 de novembro de 1903 — Los Angeles, 17 de março de 1992) foi uma atriz americana, e esposa do cartunista Walter Lantz. 
Stafford é mais conhecida por fornecer a voz ao mais famoso personagem de Lantz, o Pica-Pau, a partir de 1951 até 1990. Foi só em 1958, com o cartoon Misguided Missile, que ela recebeu crédito como a voz da personagem. Stafford acreditava que as crianças seriam desiludidas se soubessem que Pica-Pau era dublado por uma mulher.
Apesar da aparência de nepotismo, Walter Lantz insistia que sua esposa tinha apresentado a sua fita para a audição anonimamente, e havia sido escalada antes que se soubesse que era a voz de sua esposa.
Além disso ela também desempenhou as pequenas peças em filmes como Doc Savage Margie e em toda a sua vida.

## Filmografialive-action
- Doc Savage: The Man of Bronze (1975)
- You're Telling Me (1942)
- Larceny, Inc. (1942)
- Dr. Kildare's Victory (1942)
- Unfinished Business (1941)
- Blossoms In the Dust (1941)
- Affectionately Yours (1941)
- Model Wife (1941)
- Santa Fe Trail (1940)
- A Dispatch from Reuter's (1940)
- Margie (1940)
- I Can't Give You Anything But Love, Baby (1940)
- La Conga Nights (1940)
- Flight Angels (1940)
- Blondie Brings Up Baby (1939)
- Indianapolis Speedway (1939)
- The Greener Hills (1939)
- Confessions of a Nazi Spy (1939)
- The Man Who Dared (1939)
- Anthony Adverse (1936)
- I Married a Doctor (1936)
- Dr. Socrates (1935)

## Morte
Grace Stafford faleceu em 17 de março de 1992, 2 anos e 5 dias antes da morte de Lantz, ainda aos 88 anos. Assim como Mel Blanc, faleceu em Los Angeles.